# 文化依存症候群
文化依存症候群（ぶんかいそんしょうこうぐん、culture-specific syndrome、文化結合症候群とも言う Culture-bound syndrome）とは、ある地域、民族、文化環境において発生しやすい精神障害の事を指す。例えば、対人恐怖症や腎虚などのさほど特別だと一般に考えられていない障害も、この文化結合症候群である。

## 歴史
「文化結合症候群」の言葉を最初に用いたのは、香港の精神科医・Pow Meng Yapである。1967年のことであった。culture-bound reactive syndrome、culture-bound syndrome (CBS) という言葉を用いている。
しかし、以前のエミール・クレペリン, Yap, Kievを経て今日に至る概念である。西方世界 (Western World) からみた、クレペリンらの珍奇な精神障害のラタの発見から始まった。
19世紀末、代表的な文化依存症候群として、ラタ（latah）、アモック（amok）といった特異な精神障害が西欧諸国に紹介され、マレーシアで起きる特異な精神病であるアモックの研究から、特定の文化環境下において発生しうる特殊な精神障害の存在が指摘され始めていた。西欧世界の医学者、人類学者によってエキゾチックな病態が幾つも発見されることになった。
アメリカ精神医学会の『精神障害の診断と統計マニュアル』第4版（DSM-IV）においては、Culture-bound syndromeの項目をもうけて、これらの症例を載せている。アメリカは多民族国家であると同時に異なる宗教・風習を保ちながら生活している人々も多いため、それぞれの民族・文化に起こりやすい症例に対して、誤った認識や診断を生じさせないようにこのような研究や分類が行われている。
今日、西洋側の精神医学の障害の概念が、たとえば、摂食障害は、国際的に伝染する新しい文化結合症候群として捉えられるようになってきている。イーサン・ ウォッターズの『クレイジー・ライク・アメリカ―心の病はいかに輸出されたか』には、DSMの登場や、製薬会社による病気喧伝によって、特定の障害が文化圏を横断して増えている現象について描かれている。

## 文化圏間による問題
また、ある文化圏の精神障害カテゴリー (the category of disease) を、そのほかの文化圏に当てはめている点で、クラインマンのいうカテゴリー錯誤 (category fallacy) ともいうことができよう。
研究の起源が、そもそも西方世界からみた他国であるため、欧州にもあると思われる文化依存症候群に対する研究は、それ以外の地域に対する研究よりも遅れがちである。

## 例
- マレーシア、インドネシアのアモック、アムック（英語版）(Amok) - 強い抑圧から狂乱状態になって逆上し暴力行為に走ること。普段は温和な現地人が豹変してしまうのを驚いた植民地時代のイギリス人が名付けた言葉。男性に多く、武器を手にして外へ飛出し、無差別殺傷を起こす。場合により自殺を企てる。正常に戻ると狂乱時の記憶は失っている。インドネシアではオランダ統治時代に民衆暴動に対しても使われたため、群衆心理による集団狂気を表す言葉としても使われる。
- インドネシアのジャワ島などのラタ (latah)  - 最初に観察された文化結合症候群
- 韓国の火病 (Hwa-Byung)
- オーストラリアの身体醜形障害[2]
- 北アメリカ・西ヨーロッパに多い拒食症（神経性無食欲症、神経性食欲不振症、anorexia nervosa）
- 中国、東南アジアのコロー (koro)
- 日本の狐憑き
- 南米のスストー (susto)
- 米国のインディアンのウィンディゴ (windigo）
- アフリカのポリネシアなどのヴードゥー死 (voodoo death)
- シベリアのピブロクト (piblokto)
- アフリカの脳神経衰弱症 (brain fag)
- イギリスの選択的摂食障害 (selective eating disorder)

文化依存症候群は、その文化圏において他の文化圏より症例が多い、或いは一般的な精神疾患にその文化特有の迷信から来る本人ないし周囲の思い込み(悪霊に取り憑かれた等)が加わって特有な病の如く見なされているだけであり、他の文化圏でも似たような症例はおこりうる。例えばオーストラリア人や中国人でも拒食症に陥る例がある。

## 関連著作
- 池田光穂「心と社会」『医療人類学のレッスン』池田・奥野編、Pp.219-241、学陽書房（p.225に池田光穂と倉田誠による文化結合症候群の一覧表がある）
- 祖父江孝男、『文化人類学入門』、中公新書 ISBN 4-12-190560-1 pp.169-193